# Karel Kleinberg
Karel Kleinberg (14. července 1815 – 19. dubna 1888 Praha) byl rakouský politik české národnosti z Čech, poslanec Českého zemského sněmu.

## Biografie
Působil jako obchodník a majitel domu v Praze. Byl pražským měšťanem od roku 1844. V letech 1872–1888 působil jako obecní starší a od roku 1872 do roku 1874 jako městský radní. Byl továrníkem a velkostatkářem. Od roku 1862 byl členem spolku Verein für Geschichte der Deutschen in Bohmen. Po delší doby byl předsedou ředitelství městské spořitelny v Praze. Tuto funkci zastával od založení spořitelny roku 1875.
V 70. letech se zapojil do vysoké politiky. V doplňovacích volbách v roce 1877 byl zvolen na Český zemský sněm, kde zastupoval kurii městskou, obvod Praha-Staré Město. Čeští poslanci tehdy praktikovali politiku pasivní rezistence (bojkotu sněmu), takže na práci sněmu se fakticky neúčastnil. Patřil k Národní straně (staročeské).
Zemřel v dubnu 1888. K úmrtí došlo náhle. Ještě den před smrtí byl zcela zdráv. Ráno 19. dubna ho našla služka mrtvého.